# Трансляция порт-адрес
Трансляция порт-адрес (англ. Port address translation, PAT) — технология трансляции сетевого адреса в зависимости от TCP/UDP-порта получателя. Является частным случаем NAT. Также может использоваться термин DNAT (Destination NAT).

## Пример

Пример трансляции:
Наружу виден 1 IP-адрес, обслуживающий порты 25, 53, 80, 110, 443

Маршрутизатор имеет два интерфейса (например, адрес 193.125.192.1, на который поступают запросы и для которого производится трансляция, и адрес 10.0.0.1, который обращён в сторону сети с серверами). При этом IP-пакеты, поступающие на маршрутизатор, в зависимости от адреса порта получателя транслируются с различными адресами — порты 80 и 443 направляются на один сервер (10.0.0.2), порты 25 и 110 - на второй (10.0.0.3), порт 53 - поочерёдно на третий (10.0.0.4) и на четвёртый (10.0.0.5). Соответствующим же образом производится и трансляция ответов серверов (в этом случае заменяется адрес отправителя). В соответствии с этим есть два типа сети: внутренняя (nat inside) и внешняя (nat outside). У пакетов, приходящих из наружной сети, меняется адрес получателя, у пакетов из внутренней — отправителя.
Для обеспечения распределения нагрузки пакеты могут направляться на различные серверы для одного и того же порта поочерёдно (это работает только для протоколов, не требующих установления соединения и не имеющих понятия «текущее состояние», таких как DNS).
При этом для осуществления трансляции роутеру не обязательно считать транслируемые адреса «своими» (то есть назначенными на интерфейс), трансляция может осуществляться и для транзитных пакетов.

## Пример конфигурации дляCisco IOS[1]
Упрощённый пример конфигурации: два внешних IP-адреса, три сервера: smtp/pop3, www и сервер, полностью «выставленный» наружу (с полной трансляцией всех входящих IP-пакетов). Внешний интерфейс — FastEthernet 0/0, внутренний — FastEthernet 0/1.
```
interface FastEthernet 0/0
 description router network
 ip address 193.125.192.1 255.255.255.0
 ip nat outside
```

```
interface FastEthernet 0/1
 description local network
 ip address 10.0.0.1 255.255.0.0 
 ip nat inside
```

```
ip route static 0.0.0.0 0.0.0.0 10.0.0.1
```

```
ip nat inside source static tcp 10.0.0.2 80 193.125.192.1 80
ip nat inside source static tcp 10.0.0.2 443 193.125.192.1 443
ip nat inside source static tcp 10.0.0.3 25 193.125.192.1 25
ip nat inside source static tcp 10.0.0.3 110 193.125.192.1 110
ip nat inside source static 10.0.0.4 193.125.192.1
```